# زک کلیسون
زک کلیسون (به انگلیسی: Zach Callison) خواننده، صداپیشه و هنرمند آمریکایی است. او به‌خاطر گویندگی یکی از شخصیت‌های اصلی "Steven Universe" مشهور است؛ هرچند در فیلم‌های زیادی ایفای نقش کرده‌است.